# Let L-610
Let L-610 — двухмоторный турбовинтовой самолёт для местных авиаперевозок разработанный чехословацкой компанией Let Kunovice. Самолёт предназначен для эксплуатации на неподготовленных грунтовых, травяных, снежных площадках, а также на аэродромах с короткой взлётно-посадочной полосой.

## История создания
Работы по созданию L-610 были развёрнуты в 1985 году. Требования на новый самолёт сформировал заказчик — советская авиакомпания «Аэрофлот». Предполагалось что новая машина заменит Ан-24. При конструировании максимально учитывался опыт эксплуатации предшественника — L-410. 
Первый полёт самолёта состоялся 28 декабря 1988 года. В июне 1989 года самолёт был представлен на авиашоу в Ле-Бурже.
Стремясь приспособить самолёт к требованиям мирового рынка, фирма-разработчик решила заменить силовую установку и значительную часть оборудования на хорошо зарекомендовавшие себя системы американского производства, сервисное обслуживание которых налажено по всему миру. На одном из опытных самолётов были установлены двигатели General Electric CT7-9D мощностью 1750 л. с. с воздушными винтами Hamilton Standard HS-14 RF. Такая ремоторизированная версия получила обозначение L-610G. Подобная  модернизация позволила бы сертифицировать самолёт по нормам «FAR» США, без чего продажа самолёта в большинстве западных стран была бы невозможна. Прототип L-610G впервые поднялся в воздух 18 декабря 1992 года.
В 2006 году от выпуска самолёта L-610 окончательно отказались. Оснастка и производственный задел были уничтожены. Всего к этому моменту было изготовлено 8 машин, включая 2 для статических наземных испытаний.

### Восстановление производства в России
На форуме «Транспорт России 2018» заместитель министра торговли и промышленности по развитию авиационной промышленности Олег Бочаров заявил о готовности выкупить документацию на L-610 c целью производства этих самолётов для нужд внутренних перевозок.
Этот 44-местный самолёт должен занять нишу между уже собираемым в России 19-местным L-410 и проходящим сейчас сертификацию 68-местным Ил-114-300. 
Его разработка оценивалась Минпромторгом в конце 2019 года в 20–25 млрд рублей. 
На МАКС 2019 авиакомпанией «Полярные авиалинии» на Уральском заводе гражданской авиации (УЗГА) размещён заказ на 10 самолётов L-610. 
Эта машина будет называться ТВРС-44 (ТурбоВинтовой Региональный Самолёт на 44 посадочных места). Производство ТВРС-44 на УЗГА запланировано на 2025 год.

## Технические характеристики
Самолёт приспособлен к эксплуатации с площадок ограниченных размеров, в том числе и грунтовых, с минимальной прочностью грунта 6 кг/см², а также с высокогорных аэродромов.
- Экипаж: 2 (пилот, второй пилот)
- Вместимость: 40 пассажиров
- Длина: 21,72 м
- Размах: 25,60 м
- Высота: 8,19 м
- Площадь крыла: 56 м²
- Вес пустого: 8950 кг
- Максимальный взлётный вес: 14 500 кг
- Двигатель:
  - Модель L-610M: 2 × турбовинтовой Walter Engines M602, 1360 кВт[1] с пропеллером Avia V518
  - Модель L-610G: 2 × турбовинтовой General Electric CT7-9D, 1446 кВт с пропеллером HS 14 RF-23
- Максимальная скорость: 490 км/ч
- Крейсерская скорость: 438 км/ч
- Дальность: 2420 км
- Практический потолок: 10 250 м
- Скорость набора высоты: 8,5 м/с